# Anomalon vivum
Anomalon vivum är en stekelart som beskrevs av Ezra Townsend Cresson 1879. Anomalon vivum ingår i släktet Anomalon och familjen brokparasitsteklar. Inga underarter finns listade i Catalogue of Life.